# Diveevskij rajon
Il Diveevskij rajon (in russo Дивеевский район?) è un rajon dell'Oblast' di Nižnij Novgorod, nella Russia europea; il capoluogo è Diveevo.